# Pilar (Abra)
Pilar is een gemeente in de Filipijnse provincie Abra op het eiland Luzon. Bij de laatste census in 2007 had de gemeente bijna 10 duizend inwoners.

## Geografie

### Bestuurlijke indeling
Pilar is onderverdeeld in de volgende 19 barangays:
| - Bolbolo - Brookside - Ocup - Dalit - Dintan - Gapang - Kinabiti - Maliplipit - Nagcanasan - Nanangduan | - Narnara - Pang-ot - Patad - Poblacion - San Juan East - San Juan West - South Balioag - Tikitik - Villavieja |

## Demografie
Pilar had bij de census van 2007 een inwoneraantal van 9.792 mensen. Dit zijn 464 mensen (5,0%) meer dan bij de vorige census van 2000. De gemiddelde jaarlijkse groei komt daarmee uit op 0,67%, hetgeen lager is dan het landelijk jaarlijks gemiddelde over deze periode (2,04%). Vergeleken met de census van 1995 is het aantal mensen met 609 (6,6%) toegenomen.

De bevolkingsdichtheid van Pilar was ten tijde van de laatste census, met 9.792 inwoners op 86,1 km², 113,7 mensen per km².